# Składowa zmienna
Dowolny sygnał {\displaystyle x(t)} można rozłożyć na sumę składowej stałej oraz składowej zmiennej.
Składowa stała sygnału to jego matematyczna wartość średnia:
{\displaystyle {\bar {x}}=\lim _{\epsilon \rightarrow \infty }{\frac {1}{\epsilon }}\int _{-\epsilon /2}^{\epsilon /2}x(t)dt.}
Składowa zmienna to różnica pomiędzy sygnałem całkowitym a jego składową stałą:
{\displaystyle {\tilde {x}}(t)=x(t)-{\bar {x}}.}